# زیزی
زیزی، روستایی از توابع بخش لوداب شهرستان بویراحمد در استان کهگیلویه و بویراحمد ایران است.اهالی این روستا از طایفه ی سادات امامزاده علی می باشند.

## جمعیت
این روستا در دهستان لوداب قرار دارد و بر اساس سرشماری مرکز آمار ایران در سال ۱۳۸۵، جمعیت آن ۵۳۴ نفر (۱۰۸خانوار) بوده‌است.